# Constantin E. Orfanos

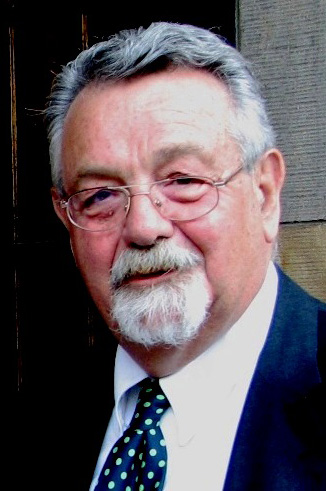
Constantin E. Orfanos (2014)

Constantin Emmanuel Orfanos (* 28. Juni 1936 in Neapolis, Kreta) ist ein deutscher Dermatologe griechischer Abstammung.

## Leben
Constantin E. Orfanos studierte in Österreich und Deutschland Medizin und schloss an der Medizinischen Fakultät der Heinrich-Heine-Universität Düsseldorf das Staatsexamen und die Promotion ab.
Mit Günter Stüttgen war er 1962 bei einem Pockenausbruch in Lammersdorf im Einsatz. Beide waren später Kollegen an der FU Berlin und sie verband eine enge Freundschaft.
Nach zweijähriger Forschungstätigkeit in Biophysik und Elektronenmikroskopie bei Helmut Ruska (Düsseldorf) wurde er an der Universität zu Köln bei Gerd Klaus Steigleder zum Facharzt für Dermatologie weitergebildet. 1969 habilitierte er sich an der Universität zu Köln und bildete sich anschließend in den USA bei Walter F. Lever (Boston) und Elson B. Helwig (Armed Forces Institute of Pathology – AFIP, Washington, D.C.) fort. Nach seiner Rückkehr erhielt er 1973 eine außerordentliche Professur in Köln und wurde 1978 als ordentlicher Professor für Dermatologie und Venerologie an die Freie Universität Berlin (FU) berufen. Orfanos leitete die Hautklinik im Universitätsklinikum Benjamin Franklin (UKBF) der FU Berlin und wurde 2004 nach 26-jähriger akademischer und forscherischer Tätigkeit emeritiert. Als Emeritus lehrte er regelmäßig in Ägypten und hielt Vorträge in den Vereinigten Arabischen Emiraten, Griechenland, Jordanien, Iran, Saudi-Arabien sowie Palästina. Orfanos nimmt auch heute noch zu aktuellen Themen Stellung. Über viele Jahre kümmerte er sich um die Verbesserung der dermatologischen Versorgung in Entwicklungsländern, vor allem in Afrika. Dort hielt er Vorlesungen, leitete junge Ärzte an und war teilweise selbst als freiwilliger Arzt in einem christlichen Missionshospital in Tansania tätig.
Orfanos diente als Dekan des Medizinischen Fachbereichs II der Freien Universität Berlin, als Präsident und Leiter mehrerer wissenschaftlicher Tagungen, Symposien und Kongresse weltweit und organisierte den 17. Weltkongress für Dermatologie 1987 sowie den 38. Kongress der Deutschen Dermatologischen Gesellschaft 1995 in Berlin. Er war ein wichtiger Initiator und Gründungsmitglied folgender Organisationen:
- Arbeitsgemeinschaft Dermatologische Forschung (ADF), 1973[9]
- European Society of Cutaneous Ultrastructure Research (SCUR), 1979
- Arbeitsgemeinschaft Dermatologische Onkologie (ADO), 1990[10]
- Berliner Stiftung für Dermatologie (BSD), 1999[8]

Letztere führt er bis heute als Geschäftsführender Direktor. Von 1982 bis 1997 war er Mitglied des International Committee of Dermatology (ICD) und 1992 bis 1997 Schatzmeister der International League of Dermatological Societies (ILDS).
Orfanos ist verheiratet, lebt in Berlin und hat zwei Töchter.

## Werk
Als Lehrstuhlinhaber hat Orfanos 56 Mitarbeiter promoviert und 14 habilitiert. Er hat die naturwissenschaftliche Anbindung der modernen Dermatologie mit seinen Mitarbeitern vorangetrieben, die interdisziplinäre Kooperation gefördert und die internationale Vernetzung der deutschen Dermatologie gepflegt und gefestigt. Unmittelbare Ziele seiner Forschungstätigkeit waren die Psoriasis, das Haar bzw. die Krankheiten des Haares, die Tumoren der Haut, der schwarze Hautkrebs und die Hauttherapie, insbesondere auf systemischem Wege. Die klinische Entwicklung und Einführung synthetischer oraler Retinoide zur Behandlung von Akne, Psoriasis, Verhornungsstörungen u. a. geht zu einem großen Teil auf seine bzw. die Arbeiten seiner Berliner Gruppe zurück. Ebenso hat er das Wirkungspotential des ersten synthetisierten Zytokins, des rekombinanten Interferon früh erkannt und bei Hauttumoren (Melanom, Kaposi-Sarkom), Vaskulitiden (M. Behcet) und andere Dermatosen therapeutisch eingesetzt. Orfanos initiierte und führte ab 1981 die Kommission Malignes Melanom (MM) der Deutschen Dermatologischen Gesellschaft (DDG) und gründete 1983 das Zentralregister Malignes Melanom mit Sitz in der Berliner Hautklinik der FU. Über die Datensammlung des Zentralregisters wurde erstmals in Deutschland die steigende Inzidenz dieses Tumors genauer erfasst und der Zusammenhang mit der verstärkten Sonnenexposition analysiert. Sein Schüler Claus Garbe hat das MM-Zentralregister mit jetzt über 100.000 registrierten Melanompatienten in der Universität Tübingen fortgeführt.

## Auszeichnungen und Ehrungen
Orfanos ist Ehren- bzw. korrespondierendes Mitglied von über 30 nationalen und internationalen Fachgesellschaften und hat zahlreiche Ehrungen erhalten, darunter:
- 1977: Oscar-Gans-Preis der Deutschen Dermatologischen Gesellschaft[12]
- 1988: Sven-Hellerström-Medaille im Karolinska-Institut in Stockholm
- 1999: Kung-Sun-Oh-Medaille in Seoul
- 2001: Orden der Aufgehenden Sonne am Halsband, goldene Strahlen, überreicht vom japanischen Botschafter in Berlin[13]
- 2001: Peter-Popchristov-Medaille der Bulgarischen Dermatologischen Gesellschaft in Sofia
- 2002: Günter-Stüttgen-Medaille der Berliner Dermatologischen Gesellschaft in Berlin
- 2002: Ștefan-S.-Nicolau-Medaille der Sociatea Romana de Dermatologia in Bukarest
- 2003: George-E.-Palade-Medaille der Medizinischen und Pharmazeutischen Universität Carol Davila in Bukarest
- 2004: Benjamin-Franklin-Medaille in Silber der Freien Universität Berlin
- 2006: Clinical Care Award der European Academy of Dermatology and Venereology
- 2007: Karl-Herxheimer-Medaille der Deutschen Dermatologischen Gesellschaft in Dresden[14]

Orfanos ist Ehrenprofessor am Peking Union Medical College (Chinese Academy of Medical Sciences) in Peking, Ehrendoktor an der Medizinischen und Pharmazeutischen Universität Carol Davila in Bukarest und an der Nationalen und Kapodistrias-Universität Athen.

## Veröffentlichungen
Das wissenschaftliche Schrifttum von Orfanos umfasst zahlreiche Originalarbeiten; im ResearchGate Network sind insgesamt 944 Publications, 37429 Reads und 25844 Citations erfasst. Dazu kommen folgende Monographien und Bände:
- Feinstrukturelle Morphologie und Histopathologie der verhornenden Epidermis. Thieme, Stuttgart 1972.
- mit Rudolf Schuppli: Oral Retinoids in Dermatology. Workshop held at the XVth International Congress of Dermatology, Mexico City October 1977 (= Dermatologica. Bd. 157, Suppl. 1). Karger, Basel 1978.
- Haar und Haarkrankheiten. Fischer, Stuttgart/New York 1979.
- mit Otto Braun-Falco, Eugene M. Farber, Charles Grupper, Machiel K. Polano, Rudolf Schuppli: Retinoids. Advances in Basic Research and Therapy. Springer, Berlin/Heidelberg/New York 1981.
- mit William Montagna, Günter Stüttgen: Hair Research. Status and Future Aspects. Springer, Berlin/Heidelberg/New York 1981.
- Recent Developments in Clinical Research (= Current Problems in Dermatology. Vol. 13). Karger, Basel 1985.
- mit Darrel S. Wilkinson, José M. Mascaró: Clinical Dermatology. The CMD Case Collection. Schattauer, Stuttgart/New York 1987.
- mit Ellen Sundhaußen, Günter Waldemar Korting: Moulagen – Moulages. Diesbach, Berlin 1987.
- mit Rudolf Stadler, Harald Gollnick: Dermatology in Five Continents. Springer, Berlin/Heidelberg/New York 1988.
- mit Claus Garbe: Das maligne Melanom der Haut. Zuckschwerdt, München/Bern/Wien/San Francisco 1990.
- mit Rudolf Happle: Hair and Hair Diseases. Springer, Berlin/Heidelberg/New York 1990.
- mit Claus Garbe und S. Schmitz: Skin Cancer: Basic Science, Clinical Research and Treatment (= Recent Results in Cancer Research. Bd. 139). Springer, Berlin/Heidelberg/New York 1995.
- mit Beate Tebbe, Sergej Goerdt: Dermatologie. Heutiger Stand. Ergebnisse und Berichte der 38. Tagung der Deutschen Dermatologischen Gesellschaft in Berlin vom 29. April bis 3. Mai 1995. Thieme, Stuttgart/New York 1995.
- mit Claus Garbe: Therapie der Hautkrankheiten. Springer, Berlin 1995; 2. Auflage 2002.
- mit Maria Sternemann, Thomas Wiegel, Christoph C. Geilen, Wolfgang Hinkelbein: Controversies in the Treatment of Skin Neoplasias (= Frontiers of Radiation of Therapy and Oncology. Bd. 39). Karger, Basel 2006
- Die Hörner des Stiers. Lebenserzählung und Chronik eines griechischen Migranten. Berliner Wissenschafts-Verlag GmbH, 2016, ISBN 978-3-8305-3644-4
- mit Christos Zouboulis, Chalid Assaf: Pigmented Ethnic Skin and Imported Dermatoses, A Text-Atlas. Springer, 2018, ISBN 978-3-319-69421-4, ISBN 978-3-319-69422-1 (E-Book)
- Arzt am Kilimandscharo. Unterwegs im ehemaligen Deutsch-Ostafrika. R.G.Fischer Verlag, Frankfurt a. M.,2019, ISBN 978-3-8301-9667-9
- CHINA-Medizin und Kulturtradition im aufkommenden Imperium. R.G.Fischer Verlag, Frankfurt a. M., 2021, ISBN 978-3-8301-9599-3
- Λόγια της Γνώσης.Ρήσεις, Γνωμικά και Έξυπνες Σκέψεις. Worte des Wissens. Sprüche, Gedanken und kluge Gedanken. Bilinguale Ausgabe, Ίτανος Verlag, Ηράκλειο, 2022, ISBN 978-618-00-3967-2
- Erlebte Hautgeschichte, R.G.Fischer Verlag, Frankfurt a. M., 2024, ISBN 978-3-8301-1939-5
- Ταξίδια. Μαρτυρίες και Στοχασμοί. Iolkos Verlag, Athen, 2025, ISBN 978-960-640-256-2